# Phaeobalia
Phaeobalia is een geslacht van insecten uit de familie van de dansvliegen (Empididae), die tot de orde tweevleugeligen (Diptera) behoort.

## Soorten
- P. dimidiata (Loew, 1869)
- P. elongata (Wagner, 1982)
- P. inermis (Loew, 1861)
- P. lyneborgi (Vaillant & Chvala, 1973)
- P. maculata (Vaillant, 1964)
- P. montana (Vaillant, 1973)
- P. orophila (Vaillant, 1973)
- P. penicissa Becker, 1889
- P. pokornyi Mik, 1886
- P. ramosa (Vaillant, 1964)
- P. tetrastyla (Vaillant, 1973)
- P. trinotata (Mik, 1869)
- P. vaillanti (Wagner, 1982)
- P. varipennis (Nowicki, 1868)
- P. zwicki (Vaillant & Vincon, 1987)